# Epimecyntis chlorogenes
Epimecyntis chlorogenes är en fjärilsart som beskrevs av Edward Meyrick 1923. Epimecyntis chlorogenes ingår i släktet Epimecyntis och familjen praktmalar, Oecophoridae. Inga underarter finns listade i Catalogue of Life.